# 壬生基義

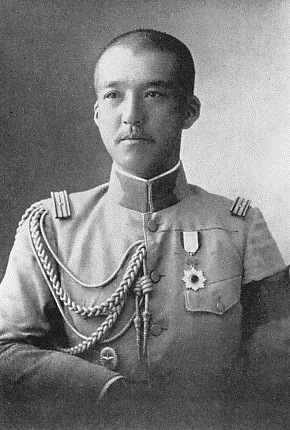
1912年頃の壬生基義

壬生 基義（みぶ もとよし、1873年〈明治6年〉6月15日 - 1936年〈昭和11年〉10月27日）は、日本の陸軍軍人、華族。最終階級は陸軍少将。伯爵。

## 経歴
右近衛権少将・壬生基修の長男として生まれる。1882年（明治15年）に宮中に出仕。明治天皇の手回り御用などの職務を行うようになり、天皇から信頼を得た。その後、勉強をしたいとして辞表を出すものの慰留され、結果的に軍人になることを条件に辞任が認められた。
1896年5月27日、陸軍士官学校（7期）を卒業。1897年1月25日、陸軍騎兵少尉に任官。1901年10月、陸軍大学校（18期）に入学し、日露戦争出征のため中退し、戦後に復校して1906年11月に卒業した。なお、この年、父の死去に伴い家督を相続、3月22日に伯爵を襲爵した。
以後、陸軍騎兵実施学校勤務、騎兵第1連隊附、騎兵第6連隊長、東宮武官、兼侍従武官などを務めた。1922年8月15日、陸軍少将に進み近衛師団司令部附となる。1923年3月17日に待命となり、同月30日、予備役に編入された。
その後、神道扶桑教管長事務取扱を務めた。

## 親族
- 母 壬生重子（四辻公績四女）[1]

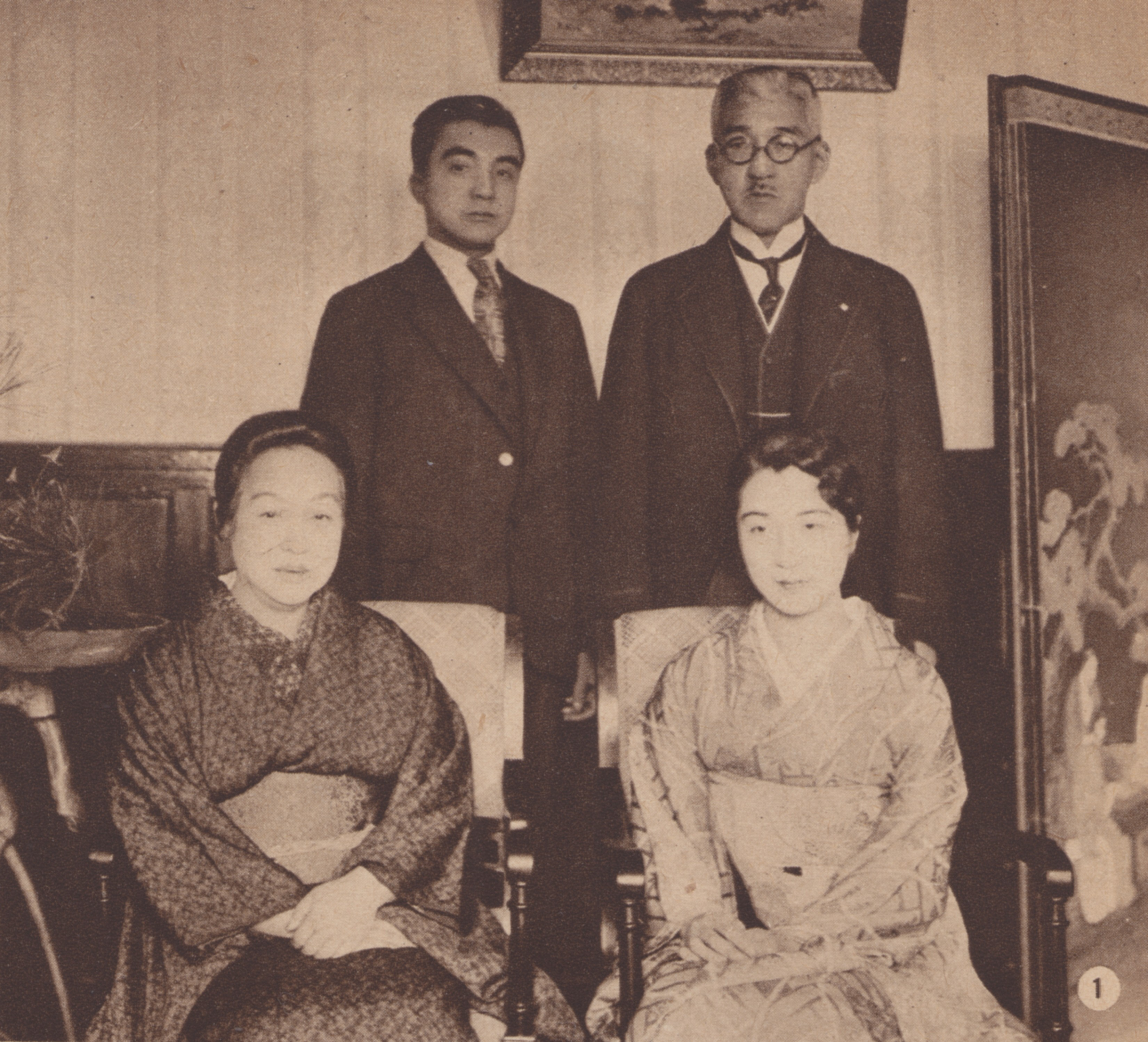
壬生基義（右上）と家族（昭和初期）。基義の隣に長男基泰、前列に妻篶子、娘種子

  - 姉：庭田房子（庭田重文の妻）・清閑寺修子（清閑寺経房の妻）[1][2]
  - 弟：町尻量基（陸軍中将、町尻量弘養子）[1]*妻 壬生総子 - 国漢学者・陸軍参謀本部編輯・横井忠直の長女。1897年に結婚したが翌年没。[11][12]
- 妻 壬生留子（1881年生） - 岡沢精二女[13]
- 妻 壬生篶子（1878-1947） - 久邇宮朝彦親王第八王女。1906年に結婚。[1]
  - 長男 壬生基泰（貴族院伯爵議員）[1]　岳父に渋沢正雄、三好英之。
  - 二女：池田綾子（池田政鋹の妻）[1]
  - 四女：副島種子（副島種義の妻、離縁）[1]